# Archiv Verlag
Der Archiv Verlag GmbH (auch: Archiv-Verlag) mit Sitz in Braunschweig ist ein im Jahr 1971 gegründeter Verlag, der sich auf Reproduktionen und Faksimiles von historischen Original-Dokumenten spezialisiert hat. Der Verlag ist Teil der Richard Borek Unternehmensgruppe.

## Hintergrund
Oftmals in Kooperation mit großen europäischen Museen, Bibliotheken und Archiven wird beispielsweise die Reihe Archive und Edition zu verschiedenen Stadt- und Regionalgeschichten wie auch zu speziellen Sachthemen aus der Technik- und Kulturgeschichte erstellt. Die Reproduktionen werden etwa als Loseblattsammlungen vertrieben und sind in der Regel allgemeinverständlich von Historikern und Fachjournalisten begleitend kommentiert. Auch bibliophile Reproduktionen gehören zum Programm. Der Verlag ist auch in Österreich tätig. Geschäftsführer ist Richard Borek.

## Kooperationen
Die laut ihrer Webseite als „Europas größter Verlag für Geschichte“ auftretende GmbH kooperierte für ihre Reproduktionen bisher mit folgenden Institutionen:
- Geheimarchiv des Vatikans;
- Braunschweiger Zeitung;
- Chronos Media, Filmarchiv;
- on-geo, historische Karten;
- Stiftung Haus der Geschichte;
- Stiftung Deutsches Rundfunkarchiv;[4]
- Deutsches Historisches Museum;
- Historisches Museum Hannover;
- Verkehrsmuseum Dresden;
- Wehrgeschichtliches Museum Rastatt;
- Faksimile Verlag.[5]

In Zusammenarbeit mit dem Deutschen Rundfunkarchiv entstehen so Sammlungen, die die Tonaufnahmen mit Flugblättern, Urkunden oder anderen zeitgenössischen Dokumenten verbinden und diese der Öffentlichkeit zugänglich machen. Eine dieser Gemeinschaftsproduktionen ist die Sammlung Tondokumente zur deutschen Geschichte, die beispielsweise die Geschichtsbereiche Deutsches Kaiserreich, Weimarer Republik, Drittes Reich, Nachkriegsdeutschland, Mauerbau und Mauerfall näher beleuchten.
Gemeinsam mit der „Stiftung Haus der Geschichte“ erschienen beispielsweise ab 2004 mehrere Bände der Reihe Deutschland-Archiv. 1945 bis heute.

## Publikationen (Auswahl)
- Heinrich Pleticha, Siegfried Augustin: Karl May und seine Welt. Ein Bildatlas zu Leben und Werk des Schriftstellers. Archiv-Verlag, Braunschweig 2005, OCLC 64399362.

### Reproduktionen
- Heimatatlas für Westpreussen und Danzig. Archiv-Verlag, Braunschweig 2006, OCLC 227149149.
- Gustav Berthold Bolz (Hrsg.): Die Werke Friedrichs des Grossen in deutscher Übersetzung. Archiv-Verlag, Braunschweig 2006, OCLC 758415840.

### Schallplatten und Tondokumente
Aus der Reihe Aus meinem Leben
- Viktoria Luise von Preußen: Aus meinem Leben – Herzogin Viktoria Luise. Werk der Herzogin kommentiert durch Immo Kroneberg, Hamburg: Teldec Telefunken-Decca-Schallplatten, 33/min, Stereo, 30 cm, 1977.[2]
  - Heinrich Julius von Hannover, Sabine Sendner: Herzogin Victoria Luise. (= Aus meinem Leben – Victoria Luise – eine Frau zwischen den Welten.) Archiv-Verlag, Braunschweig 2009, OCLC 549028776 (inklusive CD).
- Friedrich, König von Preußen: Friedrich der Große – Aus meinem Leben. 1740–1745 (6 Hörbücher, Sprecher: Uwe Friedrichsen, Elke Dieckenbrock, Harald Nikelsky)

In der Reihe Tondokumente zur deutschen Geschichte erschienen beispielsweise:
- Gründung der beiden deutschen Staaten. 1949. (= Tondokumente zur deutschen Nachkriegszeit.) 2005, OCLC 254095439.
- Die deutsche Frauenbewegung. (= Tondokumente zur deutschen Geschichte aus Kultur und Gesellschaft.) 2006, OCLC 254018677.
- Fussballnation Deutschland. Die Weltmeisterschaften. (= Tondokumente zur deutschen Nachkriegszeit.) 2006, OCLC 254017934.
- Die Hymnen der Deutschen. (= Deutsche Kaiserreich in Tondokumenten 1871 bis 1933.) 2007, OCLC 254059682.

### Sammlungen
- Hannover Archiv und Hannover Archiv Ergänzungs-Edition, Loseblattsammlung in 15 Bänden mit Schubern, hrsg. von Franz Rudolf Zankl, 1979ff.[8]
- Deutsche Geschichte in Dokumenten, 30 Bände, 1995–2012[9]
- Bayerische Geschichte in Dokumenten.[10] 2005–2008.
- Haus der Geschichte (Hrsg.): Deutschland-Archiv. 1945 bis heute. 2004–2008.[11]